# 二ツ山城
二ツ山城（ふたつやまじょう）は、島根県邑智郡邑南町鱒渕にあった日本の城。石見国の中では益田市の七尾城に次いで古い山城である。邑南町指定史跡。

## 概要
貞応2年（1223年）、富永朝祐によって築城。富永氏はやがて出羽姓を名乗り一大勢力を持ったが、正平16年（1357年）に高橋貞光による攻撃で城主出羽実祐は討死し落城した。高橋氏は二ツ山城向かいの山に本城を築き、そこを拠点としたので、二ツ山城は高橋支配時代には使われなかったと思われる。
享禄3年（1530年）に高橋氏が毛利元就によって亡ぼされると、二ツ山城は毛利氏の石見進出の拠点となった。
永禄元年（1558年）2月、吉川元春を大将とする毛利軍が、毛利方に付いた出羽元実や福屋隆兼らを率いて二ツ山城に着陣。別当城（邑南町）を拠点に対抗しようとした尼子氏方の軍勢（牛尾幸清・本城常光・小笠原長雄）を撃ち破っている（出羽表の戦い又は石州出羽の戦い）。
永禄年間には毛利元就の子である元倶が出羽氏に養子に入った。この頃に城が再整備され城域も拡大し、現在に残る姿になったとされる。
天正19年(1591年)に出羽元実が出雲国に移封となり廃城になった。

## 構造
標高530メートル、比高180メートルの二ツ山頂上を主郭とする典型的な連郭式山城で、「二ツ山」の名前の通り、城跡は本丸と西の丸の二つの高い曲輪を中心とした縄張りとなっている。現在の巨大な城域は、毛利元就によって永禄年間に築かれたものであり、石見国・出雲国への進出ルートとして整備された際に拡張されたものと思われる。城下の永明寺集落に居館があり、平時はそこで生活していたと推測される。また、城の南東にある南出城と呼ばれる部分が元々の二ツ山城であったとされる。

## 現在
山頂付近まで乗用車が通じる登山道があり、城跡は整備されている。2004年（平成16年）8月24日に町の史跡に指定された。